# Миролюбовка (Тернопольская область)

Вид на село

Миролюбовка (укр. Миролюбівка) — село в Великоберезовицкой поселковой общине Тернопольского района Тернопольской области Украины.
Расположено на реках Серет и Гнилая, на юге района. Центр сельсовета, которому подчинено село Лучка. До 1964 называлось Чертория.
Население по переписи 2001 года составляло 533 человека. Почтовый индекс — 47512. Телефонный код — 352.